# Лукреция де Медичи (1470 – 1553)
Вижте пояснителната страница за други личности с името Лукреция де Медичи.
Лукрèция Марѝя Рòмола ди Лорèнцо де Мèдичи (на италиански: Lucrezia Maria Romola di Lorenzo de’ Medici; * 4 август 1470, Флоренция, Флорентинска република; † 10 ноември/15 ноември 1553, Рим, Папска държава) е благородничка от рода Медичи от Флорентинската република. Тя е баба на папа Лъв XI и на Козимо I де Медичи, първи велик херцог на Тоскана.

## Произход
Тя е най-голямата дъщеря на Лоренцо Великолепни (* 1449 † 1492), банкер, де факто владетел на Флорентинската република, най-могъщият и ентусиазиран покровител на ренесансовата култура в Италия, и на съпругата му Клариса Орсини (* ок. 1453 † 1487), дъщеря на Якопо (Джакомо) Орсини, господар на Монтеротондо и Брачано. Има 9 братя и сестри:
- братя-близнаци († 1471 след раждането).
- Пиеро II „Злочестият“ (* 1472. † 1503), господар на Флоренция след смъртта на баща им.
- Мария Магдалена Ромола (* 1473. † 1519), съпруга на Франческо „Франческето“ Чибо.
- Контесина Беатриче († 1474 като бебе).
- Джовани (* 1475. † 1521), известен като папа Лъв X
- Луиза Контесина Ромола, нар. Луиджа (* 1477. † 1488), годеница на Джовани де Медичи, нар. Пополано
- Контесина Антония Ромола (* 1478. † 1515), пфалцграфиня като съпруга на Пиеро Ридолфи.
- Джулиано (* 1479. † 1516), херцог на Немур, господар на Флоренция и генерален капитан на Църквата.

## Биография

### Начални години и опит за брак с Джовани дела Ровере
Тя е кръстена на 21 август 1470 г. с имената „Лукреция Мария Ромола“.
През 1474 г. племенникът на папа Сикст IV, кардинал Джулиано дела Ровере, бъдещ папа Юлий II (1503 – 1513), моли Лоренцо Великолепни да омъжат 4-годишна му дъщеря Лукреция за брат му Джовани дела Ровере. Кардиналът също очаква предаването на градовете Сансеполкро и Чита ди Кастело като зестра за Лукреция. Сансеполкро обаче законно принадлежи на Папската държава и е даден на Флоренция през 1441 г. като залог за дълговете на папата. Кардинал дела Ровере възнамерява да изгони Николо Вители, господарите на Чита ди Кастело, които са врагове на Медичите, от владението си с помощта на флорентинците. Лоренцо де Медичи обаче не възнамерява да остави любимата си дъщеря на Дом Дела Ровере и поради съмнителната политика на папския племенник решава да не дава Лукреция. След това Джулиано дела Ровере нахлува в Умбрия през юни 1474 г. начело на папска армия. Той жестоко наказва въстаниците в Тоди и Сполето и малко след това се опитва да завладее Чита ди Кастело. Затова Лоренцо решава да подкрепи предишния си враг Вители и прогонва папската армия с помощта на милански и неаполитански войски. След това Сикст IV оттегля Лоренцо и брат му Джулиано де Медичи от доходоносната служба на папски депозитар и възлага на кондотиера Федерико да Монтефелтро завладяването на Чита ди Кастело. Да Монтефелтро завладява този град, дъщеря му Джована се омъжва малко по-късно за Джовани дела Ровере, който получава владение, състоящо се от областите Сенигалия и Мондавия. От този момент нататък Лоренцо де Медичи трябва да се съпротивлява на непримиримата политика на папата, чиято тъжна кулминация е заговорът на Паци през 1478 г. Поради това Флоренция укрепва съюзите си с Милано и Неапол, последният от които се проявява в това, че Лукреция е взета по крилото на неаполитанския крал Фердинандо I.
Въпреки тази трудна политическа ситуация Лукреция и нейните братя и сестри имат щастливо детство. Лоренцо Великолепни се погрижва децата му да получат добро образование. Сред нейните учители е хуманистът Анджело Полициано, който учи синовете и дъщерите на Лоренцо да четат и пишат и ги обучава в литература, поезия и философия. Лукреция Торнабуони, майката на Лоренцо, учи внучките си на основите на счетоводството и домакинската работа. Момичетата усвояват и практически умения като шиене.

### Брак с Якопо Салвиати
След като заговорът на Паци е осуетен, Лоренцо де Медичи се опасява от нови заговори от страна на части от олигархията. Той осъзнава политическата необходимост да обвърже потенциалните вътрешни политически опоненти със семейството си и затова решава да омъжи най-голямата си дъщеря Лукреция за Якопо, син на Джовани Салвиати, починал млад. Якопо и неговият пазител Аверардо Салвиати са се доказали като верни последователи на Медичите, но техният роднина кардинал Франческо Салвиати, бившият архиепископ на Пиза, е един от инициаторите на заговора на Паци и това води до социалния остракизъм на семейство Салвиати. Бракът на Лукреция и Якопо има за цел да помогне за помиряването на техните семейства. На 13 септември 1481 г. двете семейства публично обявяват годежа на децата си в Катедралата на Флоренция, където през 1478 г. е убит братът на Лоренцо Джулиано. Тъй като Лукреция е само на 11 години, датата на сватбата е отложена за 1486 г. и нейната зестра е определена на 2000 фиорини.
Бракът между Лукреция и Якопо Салвиати се сключва във Флоренция на 14 септември 1486 г. След брака си Лукреция често живее в къщата на баща си, с когото поддържа близки отношения, особено след смъртта на майка си през 1488 г., за която се грижи на смърното ложе и която обожава през целия си живот. Съпругът на Лукреция Якопо Салвиати се издига до влиятелен банкер и политик във Флоренция през 1490-те г. Той служи от 1499 до 1518 г. като един от приорите на Сеньорията и през 1514 г. заема най-високата длъжност на Гонфалониер на правосъдието. Лукреция уважава съпруга си и посвещава живота си предимно на отглеждането и образованието на десетте им деца. Освен това тя смята за своя задача да осигури сплотеността на своите братя и сестри, които живеят в изгнание от 1494 г. Тя също се опитва да помири враждуващите членове на по-младите и по-възрастните семейства на Медичите.
През 1509 г. Лукреция и мъжът ѝ взимат в дома си Джовани де Медичи – 11-годишния осиротял син на Джовани де Медичи ил Пополано и Катерина Сфорца. Лукреция успява да повлияе положително на своенравния Джовани, който по-късно става последният голям кондотиер на Италианския ренесанс като Джовани дале Банде Нере. Джовани изпитва особена привързаност към дъщеря ѝ Мария, която е почти на същата възраст. Следователно Лукреция инициира годежа през 1515 г. и брака на дъщеря си с Джовани през 1516 г. Тя очаква, че този брак ще установи политическа връзка между членовете на по-младата и по-старшата линия на Медичи и че икономическите връзки на банковата къща Салвиати с богатите по-млади Медичи ще бъдат засилени. През 1519 г. Мария и Джовани стават родители на Козимо I, бъдещият първи велик херцог на Тоскана.

### Живот в Рим и последни години
През 1513 г. братът на Лукреция Джовани е избран за папа. Сега Лъв X вижда най-важната си задача възстановяването на управлението на Медичите във Флоренция и даването на материални облаги на сестрите си Лукреция, Мадалена и Контесина и техните семейства. Лукреция живее в Рим през по-голямата част от понтификата на брат си (1513 – 1521) и кара Лъв X да номинира най-големия ѝ син Джовани за кардинал на 1 юли 1517 г.
През 1530 г. Лукреция и Якопо Салвиати напускат Флоренция по политически причини. Лукреция живее уединено след смъртта на съпруга си († 1533) и умира в дълбока старост на 83 г. на 15 ноември 1553 г. Надживява съпруга си, осем от десетте си деца и един правнук, както и четиримата си внуци и десет от шестнадесетте си правнуци. Политиката на нейния внук Козимо I вече не ѝ оказва влияние.

## Брак и потомство
∞ 10 септември 1486 във Флоренция за Якопо Салвиати (* 15 септември 1461, Флоренция; † 6 септември 1533), италиански търговец и политик, посланик на Флорентинската република, син на Джовани Салвиати и на Елена (или Мадалена) Гонди Буонделмонти, от когото има шест сина и пет дъщери, някои от които заемат важни позиции или са родители на водещи фигури в историята на Италианския ренесанс:
- Джовани Салвиати (* 24 март 1490, Флоренция; † 28 октомври 1553, Равена), флорентийски дипломат и кардинал на Римокатолическата църква (от 1 юли 1517 г.) , епископ на Италия, на Фермо (1518 – 1520) и на Ферара (1520 – 1550).
- Лоренцо Салвиати (* 8 юли 1492, Флоренция; † 16 юли 1539, Ферара), сенатор и меценат, ∞ за Констанца Конти, синът им е кардинал Антонмария Салвиати;
- Катерина Салвиати (неизв.), ∞ 1511 за флорентинския историк Филипо Нерли
- Пиеро Салвиати (неизв.), патриций, ∞ за Катерина Палавичини;
- Елена Салвиати (* 1495, Флоренция; † 1552, Генуа), ∞ 1. за Палавичино Палавичино, маркиз на Бусето 2. за Якопо V Апиано (* 1480, Пьомбино; † 20 октомври 1545, Пьомбино), господар на Пьомбино (1510 – 1545), пфалцграф, от когото има 3 сина;
- Батиста Салвиати (* 1498, † 1524), ∞ за Констанца де Барди;
- Мария Ромола Салвиати (* 17 юли 1499, Флоренция; † 12 декември 1543, Вила ди Кастело), ∞ 15 ноември 1516 за Лудовико ди Джовани де Медичи, нар. Джовани дале Банде Нере (* 6 април 1498, Форли; † 30 ноември 1526, Мантуа), кондотиер, от когото има първия велик херцог на Тоскана, Козимо I де Медичи;
- Луиза Салвиати (неизв.), ∞ за Сиджизмондо II де Луна Монкада († 1530) от графовете на Калтабелота, херцог на Бибиана, от когото има 3 сина;
- Франческа Салвиати (* 22 август 1508, Флоренция; † ?), ∞ 1. за Пиеро Гуалтероти, от когото има една дъщеря 2. 1533 за Отавиано де Медичи (* 1484, † 1546), патриций на Флоренция, от когото има син Алесандро, бъдещ папа Лъв XI;
- Бернардо Салвиати (* 17 февруари 1508, Флоренция; † 6 май 1568, Рим), кондотиер, кардинал (от 26 февруари 1561), има извънбрачна дъщеря;
- Аламано Салвиати (* 1510, † 1571), патриций, ∞ за Констанца Серистори.